# Cos callós
El cos callós (en llatí: corpus callosum) és una massa de substància blanca, situada entre els dos hemisferis cerebrals, formada de fibres transverses d'associació interhemisfèrica. És el conjunt més gran de matèria blanca existent al cervell. Consta d'un tronc o segment mitjà, un tronc posterior o rodet i un d'anterior o genoll, acabat en l'anomenat bec del cos callós.

## Anatomia
La part posterior del cos callós es diu splenium, l'anterior es diu genoll, i entre ambdues hi ha el tronc o segment mitjà.
La part existent entre el tronc i el splenium és sovint força prima i per això se la coneix com un istme (isthmus).
Els axons del tronc anterior o genoll connecten el cortex prefrontal entre les dues meitats del cervell, formant un feix de fibres conegut com el Forceps Minor. Una part més densa d'axons al mig del cos callós, coneguda com el tronc, interconnecta dues àrees de l'Escorça motora. La part posterior del cos callós, coneguda com a splenium, comunica la informació del Sistema somatosensorial entre les dues parts del lòbul parietal i l'escorça visual al lòbul occipital. Aquestes fibres es coneixen com a Forceps Major.

## Diferències entre espècies
El cos callós es troba només en els mamífers placentaris (euteris), mentre que no es dona en els monotremes ni marsupials, així com altres vertebrats com aus, rèptils, amfibis i peixos. (Altres grups tenen altres estructures del cervell que permeten la comunicació entre els dos hemisferis, com ara la comissura anterior, que serveix com el principal mode de comunicació interhemisfèrica en marsupials, i que porten tot les fibres comissurals del neocòrtex, mentre que en els mamífers placentaris la comissura anterior porta només algunes d'aquestes fibres.).
Als primats, la velocitat de transmissió nerviosa depèn del seu grau de mielinització. Això es reflecteix pel diàmetre de l'axó. En la majoria dels primats, augmenta el diàmetre axonal en proporció amb la mida del cervell, per compensar l'augment de la distància de viatge de les transmissions d'impulsos nerviosos. Això permet al cervell coordinar els impulsos sensorials i motors. No obstant això, l'escala de relació entre la mida total del cervell i l'augment de mielinització no s'ha produït entre ximpanzés i humans. Això s'ha traduït en el cos callós humà necessita el doble de temps que els micos per a dur a terme la comunicació interhemisfèrica. El paquet fibrós conegut com a cos callós, pot i de fet augmenta en tal mesura en els éssers humans que envaeix i fins i tot separa una part de les estructures de l'hipocamp.

## Absència i malformacions
L'Agenèsia del cos callós (ACC) és un rar trastorn congènit en el qual el cos callós és parcial o completament absent. Els símptomes inicials d'ACC en general inclouen convulsions, que poden anar seguides per problemes d'alimentació i retards en posar el cap dret, seure, parar-se i caminar. Altres possibles símptomes poden incloure alteracions en el desenvolupament mental i físic, la coordinació ull-mà i la memòria visual i auditiva. També s'han donat casos d'hidrocefàlia. En els casos lleus, els símptomes com convulsions, parla repetitiva, o mals de cap poden no aparèixer durant anys.
L'ACC és generalment no fatal. El tractament generalment consisteix en la gestió dels símptomes, com la hidrocefàlia i les convulsions, si es presenten. Encara que molts nens amb aquest trastorn es porten una vida normal i poden tenir una intel·ligència mitjana, les proves neuropsicològiques acurades revelen diferències subtils en la funció cortical superior en comparació amb els individus de la mateixa edat i educació sense ACC. Els nens amb ACC acompanyats de retard en el desenvolupament i / o convulsions han de ser avaluats per als trastorns metabòlics.
A més d'agenèsia del cos callós, altres anomalies o malformacions poden del mateix poden ser la hipogènesi (formació parcial), disgenèsia (malformació) i hipoplàsia (subdesenvolupament, fins i tot massa prim).
Alguns estudis també han lligat les possibles correlacions entre malformacions del cos callós i de trastorns de l'espectre autista.
Kim Peek, malalt del síndrome de Savant i font d'inspiració de la pel·lícula Rain Man, tenia agenèsia del cos callós.

## Altres correlacions
La part frontal del cos callós tendeix a ser significativament major en els músics que els no-músics, i fins a un 11% més gran entre esquerrans o ambidextres que entre els dretans. Aquesta diferència és evident en les regions anterior i posterior del cos callós, però no en el splenium. Un altre estudi morfomètric de ressonància magnètica va mostrar que la mida del cos callós es correlaciona positivament amb la capacitat de la memòria verbal i el rendiment de proves de codificació semàntica. Una altra investigació ha estudiat que els nens amb dislèxia solen tenir el cos callós més petit i menys desenvolupat que les seves contraparts no dislèctiques.

## Patologies
- Síndrome de la mà estranya
- Agnòsia alexia
- Agenèsia del cos callós
- Displàsia septo-òptica (Síndrome de Morsier)
- Esclerosi múltiple